# Sanicula hoffmannii
Sanicula hoffmannii är en flockblommig växtart som först beskrevs av Philip Alexander Munz, och fick sitt nu gällande namn av R.H.Shan och Lincoln Constance. Sanicula hoffmannii ingår i släktet sårläkor, och familjen flockblommiga växter. Inga underarter finns listade i Catalogue of Life.